# Expédition Franklin

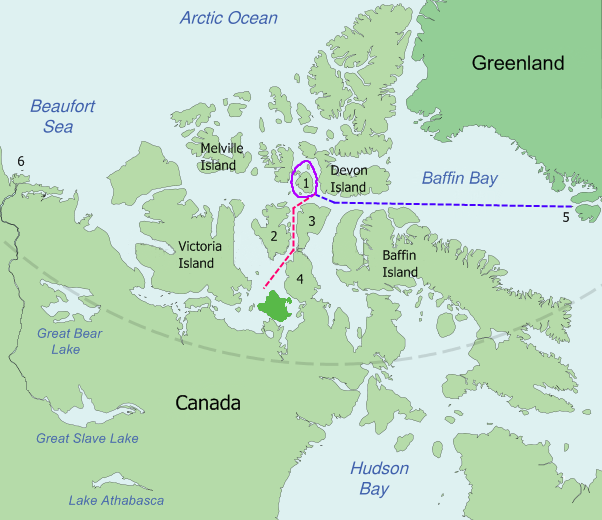
Carte de la route probable de l'HMS Erebus et de l'HMS Terror pendant l'expédition Franklin. Pour se rendre compte des distances, la distance entre la baie de Disko (5) et l'embouchure du fleuve Mackenzie (6) est de 3200 kilomètres.
De la baie de Disko (5) à l'île Beechey en 1845.
Navigation autour de l'île Cornwallis (1) en 1845.
De l'île Beechey vers le détroit de Peel entre l'île du Prince-de-Galles (2), l'île Somerset (3) et la péninsule Boothia (4) jusqu'à proximité de l'île du Roi-Guillaume en 1846.

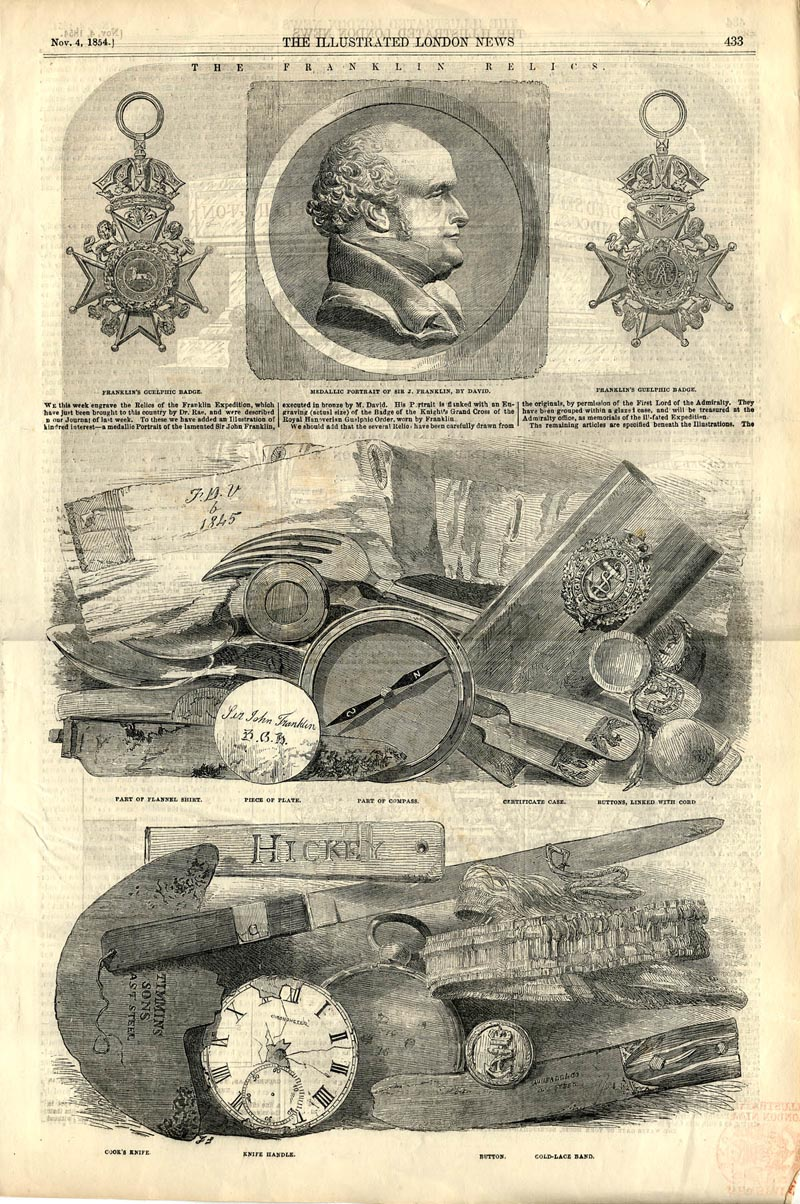
Dessins de reliques de l'expédition de Franklin, Illustrated London News, 1854.

L’expédition Franklin est une expédition maritime et polaire britannique qui avait pour but de réussir la première traversée du passage du Nord-Ouest et l'exploration de l'Arctique. Commandée par le capitaine John Franklin, elle quitte l'Angleterre en 1845 sur les bombardes HMS Erebus et HMS Terror, traverse l'Atlantique, remonte la baie de Baffin (entre le Groenland et l'île de Baffin), et s'engage dans le détroit de Lancaster, avant de disparaître.
Franklin est un officier de la Royal Navy, et un explorateur polaire reconnu, ayant participé à trois expéditions en Arctique dont l'expédition Coppermine. À 59 ans, cette expédition doit être sa dernière.
Sur ordre de l'amirauté, l'expédition s'engage dans un des passages les plus difficiles de l'Arctique : le détroit de Victoria et en septembre 1846 les deux navires sont piégés par la glace au nord-ouest de l'île du Roi-Guillaume où les équipages doivent hiverner pendant plus d'un an. En avril 1848 Franklin et 24 de ses hommes ont trouvé la mort et le reste de l'équipage abandonne les navires pour essayer de descendre vers le sud vers la rivière Back, sous le commandement de Francis Crozier. La dernière trace de l'expédition est une note déposée par Crozier sous un cairn dans l'île du Roi-Guillaume. Les 128 hommes d'équipage mourront.
Trois ans après leur départ, et sans nouvelles d'eux, pressée notamment par Jane Griffin, l'épouse de Franklin, l'Amirauté britannique lance une campagne de recherche de l'expédition disparue. Motivées en partie par la renommée de Franklin, en partie par une récompense de l'Amirauté, de nombreuses expéditions ultérieures voudront se joindre aux recherches. Plusieurs de ces navires convergent au large de la côte est de l'île Beechey, où les premiers vestiges de l'expédition seront retrouvés, dont les tombes de trois membres de l'équipage morts dès le premier hivernage. Les explorateurs John Rae, puis Francis Leopold McClintock, l'un en acquérant des objets et des témoignages en provenance des Inuits, l'autre en découvrant dans un cairn une note sur le sort de l'expédition, fournissent un faible faisceau d'indices sur les moments précédant la perte de l'expédition.
Dans les années 1980, une équipe de scientifiques dirigée par Owen Beattie, professeur d'anthropologie à l'université de l'Alberta, commence une série d'études scientifiques sur le contenu des tombes, restes humains organiques, et d'autres preuves matérielles laissées par les membres de l'équipage de Franklin sur l'île Beechey et l'île du Roi-Guillaume. Avec les progrès de la science, on peut estimer que les membres de l'équipage dont les tombes ont été retrouvées sur l'île Beechey sont probablement morts de pneumonie et de la tuberculose, cela ayant pu être aggravé par une intoxication par le plomb des boîtes de conserve. D'autres restes humains seront retrouvés bien plus au sud, les équipages ayant fini par quitter leurs navires après la fin du troisième hivernage, pour tenter de rejoindre une zone habitée, mais hélas très lointaine. Des marques sur les os retrouvés portent des traces de cannibalisme. Finalement, la combinaison de ces études permet de croire que le froid, la famine, l'empoisonnement par le plomb et les maladies, notamment le scorbut, ont d'abord décimé l'expédition, qui ne pouvait pas survivre à une très longue et éprouvante expédition terrestre dans un milieu difficile et sans ressources.
En 2012, une campagne de recherche canadienne a d'abord permis de localiser le HMS Terror, grâce aux informations transmises par la tradition orale inuit. L'épave du HMS Erebus a été retrouvée plus au nord en 2014. Le HMS Terror a été très peu endommagé et les écoutilles et vitres n'ont pas cédé à la pression de l'eau, c'est pourquoi les archéologues ont bon espoir de retrouver des objets et documents, tels que des carnets de bord afin de mieux comprendre le destin tragique de l'expédition Franklin. Ils espèrent notamment comprendre pourquoi les navires ont été retrouvés au sud de l'île du Roi-Guillaume. 

## Contexte

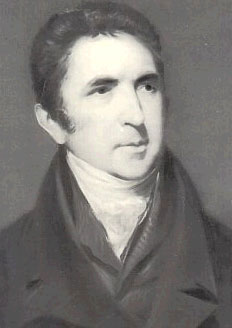
John Barrow encourage les voyages en Arctique durant son mandat de Second Secrétaire de l'Amirauté.

La recherche par les Européens d'un raccourci vers l'Asie en ne passant plus par l'Est commence avec les voyages de Christophe Colomb en 1492 et continue à travers le milieu du XIXe siècle avec une longue série d'expéditions principalement originaires du Royaume-Uni. Ces voyages ajoutent des connaissances géographiques précieuses sur l'hémisphère ouest, en particulier sur l'Amérique du Nord. Au fur et à mesure que les connaissances progressent, l'attention se tourne peu à peu vers l'archipel arctique canadien.
Avec la fin des guerres napoléoniennes, l'Amirauté britannique voit l'exploration polaire comme un moyen de donner des commandements à ses officiers et eux, voient l'exploration comme un moyen de se distinguer en temps de paix. Des voyageurs des XVIe et XVIIe siècles comme Martin Frobisher, John Davis, Henry Hudson et William Baffin ont fait des découvertes géographiques notables sur l'Amérique du Nord. En 1670, la création de la Compagnie de la Baie d'Hudson a conduit à poursuivre l'exploration des côtes du Canada et de l'intérieur et des mers arctiques. Au XVIIIe siècle, les explorateurs comme James Knight, Christopher Middleton, Samuel Hearne, James Cook, Alexander Mackenzie et George Vancouver participent aux explorations. En 1800, on a la certitude qu'il n'y a aucun passage du Nord-Ouest navigable dans les latitudes tempérées entre l'océan Pacifique et l'océan Atlantique.
En 1804, Sir John Barrow devient Second Secrétaire de l'Amirauté. Il occupe ce poste jusqu'en 1845. Il suscite, à la Royal Navy, une volonté de trouver et de compléter le passage du Nord-Ouest au nord du Canada et de naviguer vers le pôle Nord. Au cours des quatre décennies suivantes, les explorateurs dont John Ross, David Buchan, William Edward Parry, Frederick William Beechey, James Clark Ross, George Back, Peter Warren Dease et Thomas Simpson voyagent dans l'Arctique canadien. Parmi ces explorateurs, John Franklin ; il est d'abord lieutenant de navire dans une expédition partie à la recherche d'une hypothétique mer polaire ouverte au Pôle Nord en 1818 ; puis il commande en second l'expédition Coppermine et dirige ses expéditions à terre entre 1819 et 1822. En 1845, l'ensemble des découvertes de toutes ces expéditions a réduit la surface des parties inconnues de l'Arctique canadien à environ 181 300 km2. C'est dans cette zone que Franklin, avec deux navires, se dirige vers l'ouest par le détroit de Lancaster, puis vers l'ouest et le sud, en fonction des glaces, des terres et des autres obstacles, afin de compléter le passage du Nord-Ouest. La distance à franchir est approximativement de 1 670 kilomètres.

## Préparations

### Commandement

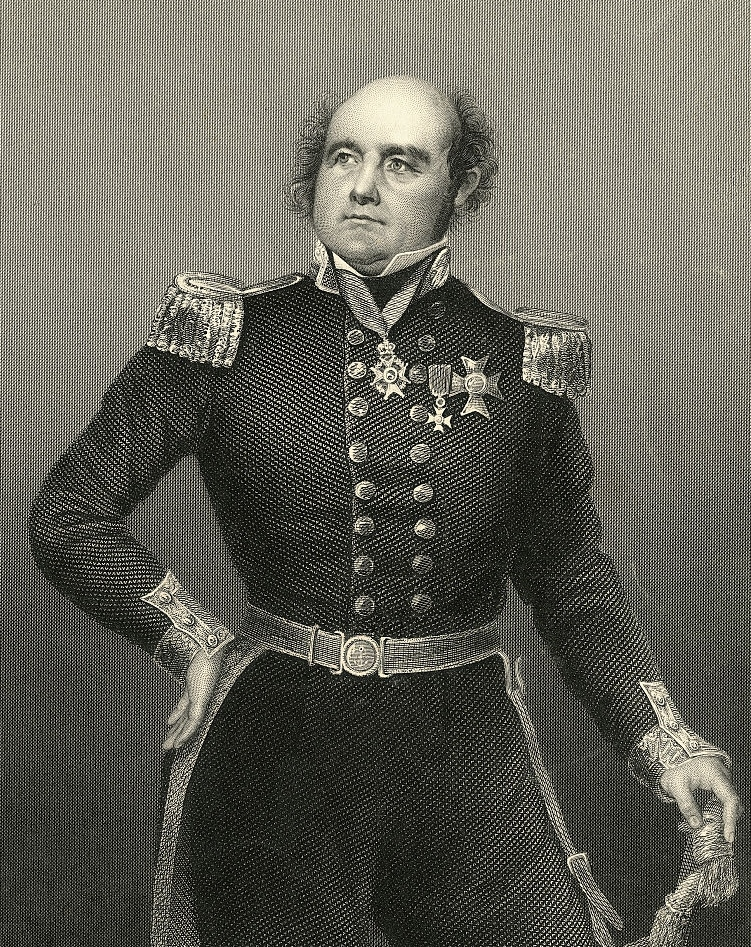
John Franklin est le choix par défaut de Barrow pour l'expédition.

John Barrow, âgé de 82 ans et proche de la fin de sa carrière, réfléchit sur le choix du commandant de l'expédition qui devait traverser le passage du Nord-Ouest et peut-être aussi trouver la mer polaire ouverte supposée exister autour du pôle Nord. William Edward Parry, son premier choix, est « fatigué » de l'Arctique et refuse poliment. Le deuxième choix, James Clark Ross, décline la proposition, car il avait promis à son épouse qu'il ne partirait plus en expédition. Le troisième choix de Barrow, James Fitzjames, est rejeté par l'Amirauté, en raison de sa jeunesse. Barrow s'intéresse donc à George Back mais estime qu'il est trop forte-tête. Francis Crozier, une autre possibilité, est d'humble naissance et originaire d'Irlande, ce qui joue contre lui. Sur l'insistance de William Edward Parry mais avec regret, Barrow se décide pour John Franklin, malgré le fait qu'il soit largement considéré comme trop vieux pour le commandement avec ses 59 ans. Franklin est un officier reconnu, ayant participé à de nombreuses batailles dont celle de Trafalgar.
L'expédition est composée de deux navires, le HMS Erebus et le HMS Terror, qui avaient servi en Antarctique avec James Clark Ross lors de l'expédition qui porta leurs noms de 1841 à 1844. Fitzjames reçoit le commandement de l’Erebus et Francis Crozier, qui avait commandé le Terror lors de l'expédition de Ross, est nommé officier exécutif et de nouveau commandant du Terror. Franklin reçoit son commandement de l'expédition le 7 février 1845 et ses instructions officielles le 5 mai 1845.

### Navires, équipage et provisions

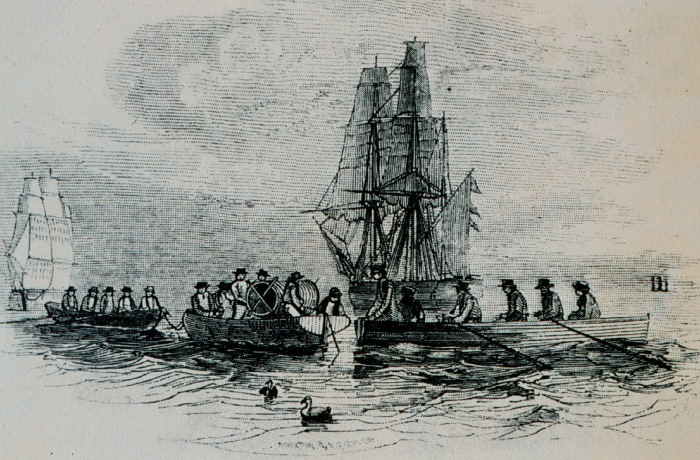
Le et le sont les navires de James Clark Ross lors de l'expédition scientifique de 1839 à 1843 en Antarctique.

Le HMS Erebus de 378 tonnes et le HMS Terror de 331 tonnes, qui avaient déjà montré leur capacité à naviguer dans le pack, sont renforcés et équipés des dernières inventions disponibles. Le moteur à vapeur de l’Erebus vient de la ligne de chemin de fer entre Londres et Greenwich, et celui du Terror vient probablement de la ligne entre Londres et Birmingham. Ils permettent aux navires d'atteindre 4 nœuds (7,4 kilomètres par heure) sans l'aide du vent. Les autres techniques de pointe mises à disposition incluent des renforts pour la coque, sous forme de lourdes poutres et de plaques de fer, d'un dispositif interne de chauffage à vapeur pour le confort de l'équipage, de gouvernes de direction à hélices métalliques qui peuvent être protégées des dommages de la glace, d'une bibliothèque de plus de 1 000 livres par navire, et d'environ trois ans de conserves alimentaires. Ces dernières sont fournies par un marchand qui avait largement cassé ses prix, Stephen Goldner, n'ayant obtenu le contrat que le 1er avril 1845, soit seulement sept semaines avant le départ de expédition. Goldner travailla donc dans la précipitation, pour produire les 8 000 boîtes de conserve, dont il sera plus tard vérifié qu'ayant été soudées au plomb, elles présentaient « des soudures épaisses et mal faites, qui avaient coulé vers l'intérieur, comme de la cire fondue ».
La plupart des membres de l'équipage sont Anglais, dont de nombreux du nord du pays, avec un petit nombre d'Irlandais et d'Écossais. En dehors de Franklin et de Crozier, les seuls autres membres qui ont une expérience de l'Arctique sont les deux glaciologues Reid et Blanky, alors que des personnels expérimentés auraient été disponibles auprès de l'Amirauté.
En 2017, des analyses ADN ont indiqué qu'au moins quatre femmes se seraient trouvées dans l'équipage des quelque 130 marins, bien que l'expédition était jusqu'alors réputée comme uniquement masculine. Si les résultats peuvent être simplement des identifications erronées en raison de l'âge des restes ADN, les chercheurs ont cependant fait observer que des femmes se déguisaient parfois pour entrer dans la Royal Navy.
En 2021 puis 2024, les restes de deux premiers marins ont été identifiés à l'aide d'échantillons ADN provenant de leurs descendants : John Gregory et James Fitzjames, respectivement ingénieur et capitaine à bord du HMS Erebus. La mandibule du second présentait des traces de cannibalisme.

## Disparition

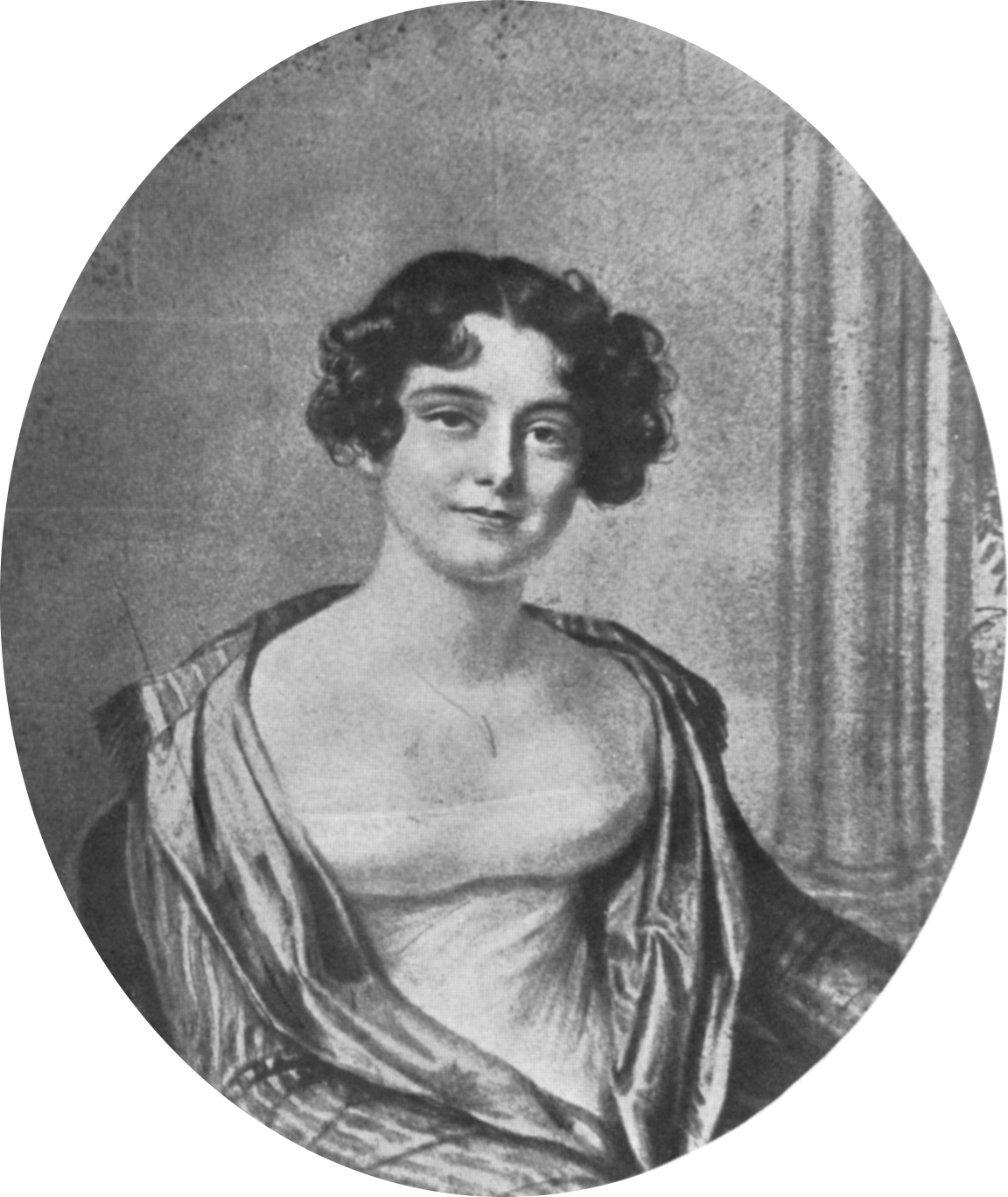
Portrait de Jane Griffin, plus tard appelée Lady Jane Franklin, à 24 ans en 1815.

L'expédition part de Greenhithe en Angleterre, dans la matinée du 19 mai 1845, avec un équipage de 110 hommes et 24 officiers. Les navires s'arrêtent brièvement dans le port de Stromness aux Orcades dans le nord de l'Écosse, et de là, ils naviguent vers le Groenland avec le HMS Rattler et le tender Barretto Junior.
Dans la baie de Disko, sur la côte ouest du Groenland, 10 bœufs du navire de transport sont abattus pour fournir de la viande fraîche, le matériel est transféré sur l’Erebus et le Terror, et les membres de l'équipage écrivent traditionnellement les dernières lettres pour leur famille. Avant le départ définitif de l'expédition, cinq hommes sont libérés de leurs obligations et renvoyés chez eux sur le Rattler et le Barretto Junior, réduisant l'équipage à 129 hommes, répartis sur les deux navires. L'expédition est vue pour la dernière fois par des Européens, au début d'août 1845, lorsque les capitaines Dannett et Robert Martin des baleiniers Prince of Wales et Enterprise rencontrent l’Erebus et le Terror en mer de Baffin, qui attendaient alors de bonnes conditions pour traverser le détroit de Lancaster.
Au cours des 150 années suivantes, d'autres expéditions, des explorateurs et des scientifiques tenteront de rassembler les pièces du puzzle, pour comprendre ce qui arriva par la suite.
Franklin et ses hommes passent l'hiver 1845-1846 sur l'île Beechey où trois membres d'équipage déjà alors morts sont enterrés. En 1846, l’Erebus et le Terror quittent l'île Beechey et naviguent vers le sud du détroit de Peel, vers l'île du Roi-Guillaume. Les navires restent piégés dans les glaces au large de l'île du Roi-Guillaume en septembre 1846 et ne peuvent plus naviguer. D'après une note datée du 25 avril 1848 laissée sur l'île par Fitzjames et Crozier, Franklin meurt le 11 juin 1847, et l'équipage hiverne sur l'île du Roi-Guillaume en 1846-1847 et 1847-1848. L'équipage prévoit ensuite de partir à pied le 26 avril 1848 vers la rivière Back, dans l'actuel Nunavut au Canada. Un message placé sous un cairn par le maître d'équipage Charles Frederick Des Voeux et le lieutenant Graham Gore précise alors que neuf officiers et quinze hommes sont déjà morts. Les autres mourront en chemin, la plupart sur l'île, et 30 ou 40 autres sur la côte nord du continent, à des centaines de kilomètres des représentants les plus proches de la civilisation occidentale.

## Recherches

### Premières recherches

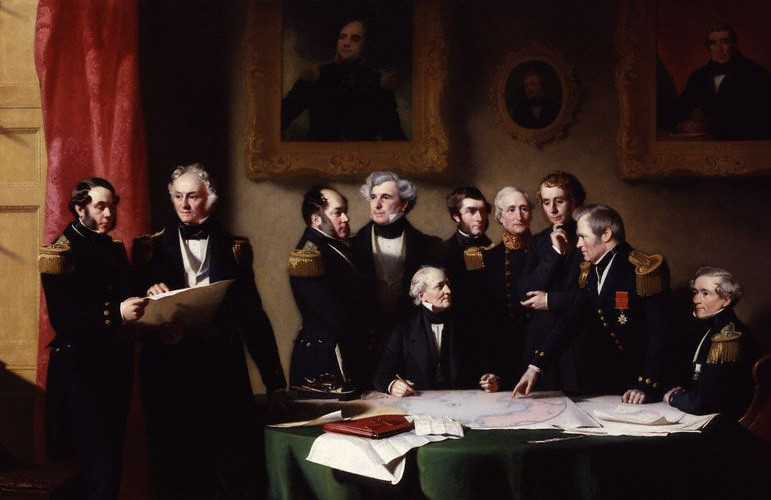
The Arctic Council planning a search for Sir John Franklin, 1851, Stephen Pearce.

Après deux années sans nouvelle de Franklin, l'opinion publique s'inquiète, et Lady Franklin ainsi que les membres du Parlement et de la presse écrite britannique exhortent l'Amirauté à envoyer une équipe de recherche. En réponse, l'Amirauté élabore un plan en trois volets mis en œuvre au printemps 1848, dépêchant une équipe de recherche dirigée par le naturaliste John Richardson et l'explorateur John Rae, par la terre, descendant le fleuve Mackenzie jusqu'à son embouchure sur la côte sur l'océan Arctique. Deux expéditions par voie maritime sont également lancées, l'une entrant dans l'archipel arctique canadien par le détroit de Lancaster, et l'autre entrant par le côté Pacifique. En outre, l'Amirauté offre une récompense de 20 000 £ à toute personne, équipe ou pays pouvant prêter assistance aux équipages des navires commandés par John Franklin. Après ces trois tentatives qui échouent, les Britanniques concentrent leurs efforts sur l'Arctique au point que « trouver Franklin soit devenu rien de moins qu'une croisade ». Des ballades comme Lady Franklin's Lament, célébrant Lady Franklin à la recherche de son mari perdu, deviennent populaires,.
Beaucoup de personnes se joignent aux recherches. En 1850, onze navires britanniques et deux navires américains balayent l'Arctique canadien. Plusieurs convergent au large de la côte est de l'île Beechey, où les premiers vestiges de la tragédie sont découverts, dont les tombes des trois marins John Torrington, mort le 1er janvier 1846 à 20 ans, John Hartnell, mort le 4 janvier 1846 à 25 ans et William Braine, mort le 3 avril 1846 à 32 ans. Aucun message de l'expédition Franklin n'est trouvé sur le site.

### Recherches suivantes durant la seconde moitié duXIXesiècle

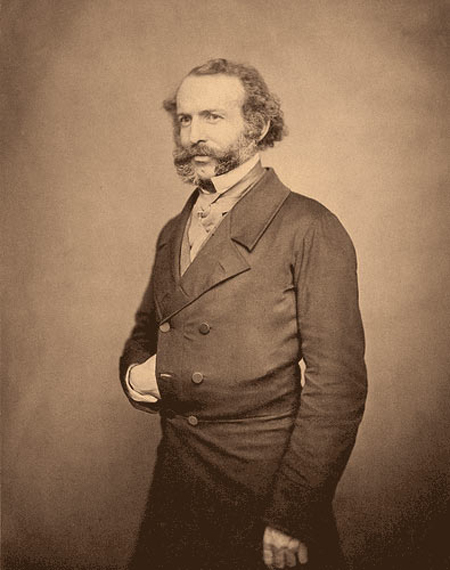
John Rae.

En 1852, quatre navires sous le commandement d'Edward Belcher, dont le HMS Resolute, partent à la recherche de l'expédition de John Franklin. Le Resolute et l'un de ses sister-ship furent pris dans les glaces dans le détroit du Vicomte-Melville et abandonnés là en 1853. Deux ans plus tard, le navire, vide, fut découvert par le baleinier américain George Henry, commandé par le capitaine James Buddington of Groton, du Connecticut, qui le ramène aux États-Unis, où il sera réparé, puis rendu au Royaume Uni. Plus tard, son bois servira à tailler le Resolute desk, un bureau que la reine Victoria offrira en 1880 au président américain Rutherford Hayes, et que l'on retrouve aujourd'hui dans le bureau ovale.
En 1854, en explorant la péninsule Boothia pour le compte de la Compagnie de la Baie d'Hudson, John Rae découvre une nouvelle preuve du destin des hommes de Franklin. Rae rencontre un Inuit près de Pelly Bay (Kugaaruk, au Nunavut) le 21 avril 1854, qui lui raconte qu'un groupe de 35 à 40 hommes blancs sont morts de faim près de l'embouchure de la rivière Back. D'autres Inuits confirment cette histoire, évoquant notamment des cas de cannibalisme parmi les marins en train de mourir. Les Inuits montrent à Rae de nombreux objets qui sont identifiés comme ayant appartenu à Franklin et ses hommes. En particulier, Rae rachète à ces Inuits plusieurs fourchettes et cuillères en argent qui seront plus tard identifiées comme appartenant à Fitzjames, Crozier, Franklin, et Robert Osmer Sargent, un second à bord de l’Erebus. Le rapport de Rae est envoyé à l'Amirauté en octobre 1854, laquelle demande instamment à la Compagnie de la Baie d'Hudson d'envoyer une expédition vers la rivière Back à la recherche d'autres signes de Franklin et de ses hommes,.
Le chef de comptoir James Anderson et l'employé James Stewart, tous deux de la Compagnie de la Baie d'Hudson, voyagent en canot au nord de l'embouchure de la rivière Back. En juillet 1855, un groupe d'Inuits leur dit qu'un groupe de « qallunaat » (le terme inuit pour désigner un groupe non inuit) était mort de faim le long de la côte. Au mois d'août, Anderson et Stewart trouvent un morceau de bois, avec inscrit « Erebus » et un autre avec la mention « Mr. Stanley », le nom du chirurgien à bord de l’Erebus, sur l'île de Montréal dans la baie de Chantrey où la rivière Back atteint la mer.

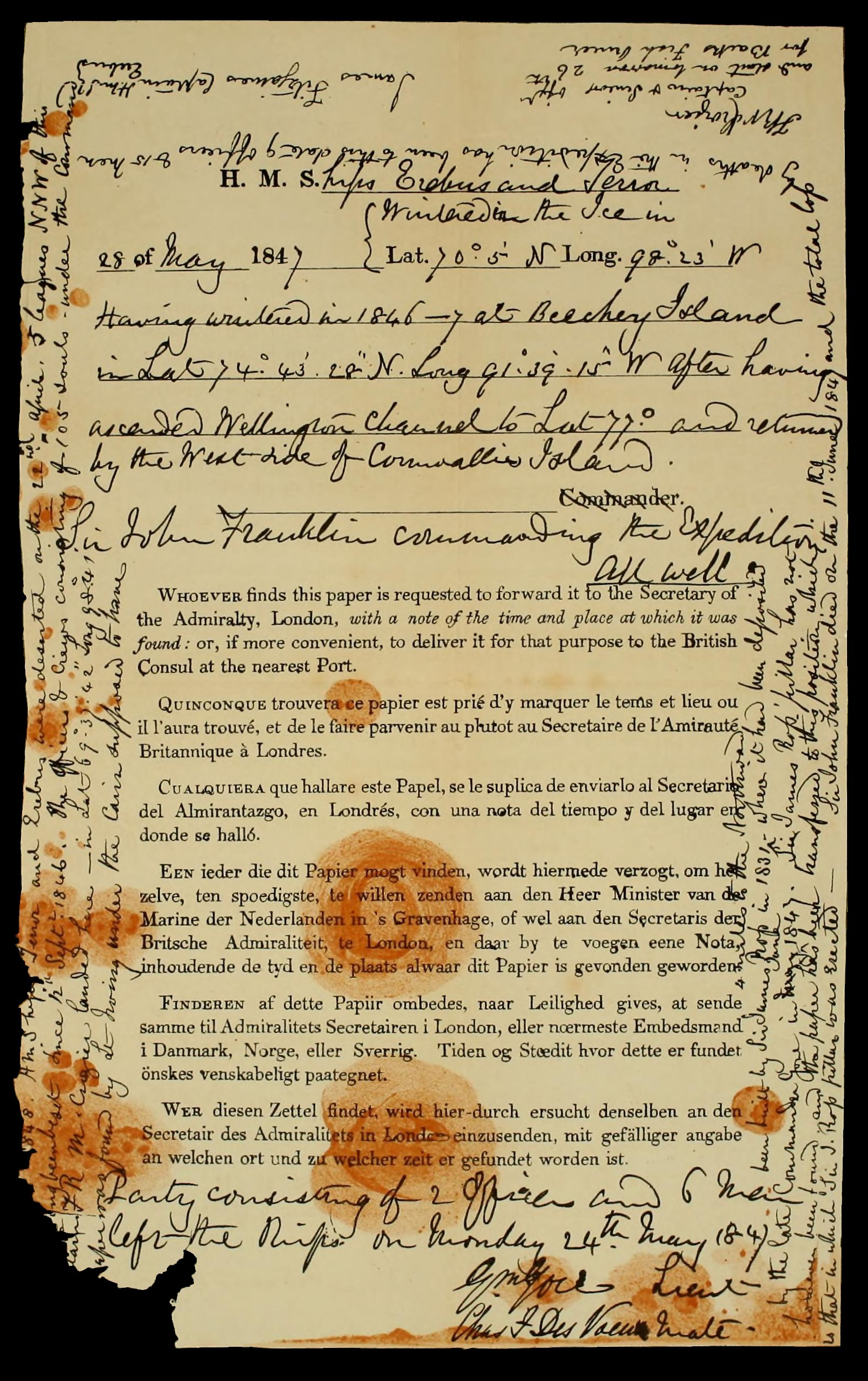
La note détaillant la tragédie de l'expédition Franklin, trouvée par Hobson de l'expédition McClintock en mai 1859 dans un cairn sur l'île du Roi-Guillaume.

Malgré les conclusions de Rae et Anderson, l'Amirauté ne prévoit pas d'autres recherches de sa propre initiative. La Grande-Bretagne déclare officiellement que l'équipage est mort en service le 31 mars 1854. Lady Franklin, à défaut de convaincre le gouvernement de financer une autre recherche, commandite personnellement une autre expédition sous le commandement de Francis Leopold McClintock. Le navire d'expédition, la goélette à vapeur Fox, est acheté par souscription publique et part d'Aberdeen le 2 juillet 1857. En avril 1859, des équipes à traîneau quittent le Fox à la recherche d'indices sur l'île du Roi-Guillaume. Le 5 mai, l'équipe dirigée par le lieutenant de la Royal Navy William Hobson trouve un document laissé par Crozier et Fitzjames dans un cairn précédemment édifié par James Clark Ross en 1831. Il contient deux messages. Le premier, daté du 28 mai 1847, explique que l’Erebus et le Terror ont hiverné dans les glaces au large de la côte nord-ouest de l'île du Roi-Guillaume, et avaient plus tôt hiverné au large de l'île Beechey après avoir navigué autour de l'île Cornwallis. « Tout va bien » (All well) précise le message. Le deuxième message, écrit onze mois plus tard en marge de cette même feuille de papier, est beaucoup plus grave. Signé en date du 25 avril 1848, il indique que l’Erebus et le Terror ont été pris au piège dans la glace depuis le 12 septembre 1846, et que l'équipage a abandonné les navires trois jours plus tôt, le 22 avril. Vingt-quatre officiers et membres d'équipage sont morts, y compris Franklin le 11 juin 1847, soit à peine deux semaines après la date de la première note. Crozier a repris le commandement de l'expédition, et les 105 survivants prévoient, pour le lendemain, de se diriger vers le sud en direction de la rivière Back. L'expédition de McClintock trouve aussi un squelette humain sur la côte sud de l'île du Roi-Guillaume. Toujours habillé, il est fouillé, et certains documents sont trouvés, y compris un brevet de Premier maître, au nom de « Henry Peglar (né en 1808), Capitaine du mât de misaine, HMS Terror ». Toutefois, étant donné que le vêtement est celui d'un maître commis du navire, il est plus probable que le corps soit celui de Thomas Armitage, un maître commis de la Grand-Chambre sur le HMS Terror, un équipier de Peglar, dont il aurait donc porté les papiers. Sur un autre site, à l'extrême ouest de l'île, Hobson découvre un canot de sauvetage contenant deux squelettes et des reliques de l'expédition Franklin. Dans le bateau se trouve une grande quantité de matériel abandonné, y compris des bottes, des mouchoirs en soie, du savon parfumé, des éponges, des pantoufles, des peignes, et de nombreux livres, dont un exemplaire du Vicaire de Wakefield d'Oliver Goldsmith. McClintock prend également les témoignages des Inuits sur le sort de l'expédition.

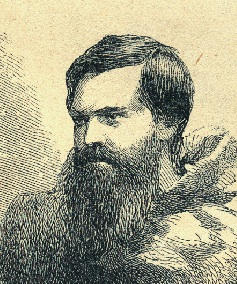
Charles Francis Hall.

Charles Francis Hall organise deux expéditions entre 1860 et 1869, vivant dans la baie de Frobisher sur l'île de Baffin parmi les Inuits, puis près de la baie de Repulse, sur la partie continentale du Canada. Il trouve les camps, les tombes et les vestiges sur la côte sud de l'île du Roi-Guillaume, mais aucune trace de survivants de l'expédition Franklin qu'il croyait pouvoir retrouver parmi les Inuits. Bien qu'il ait conclu que tous les membres de l'équipage étaient morts, il estime que le compte-rendu officiel de l'expédition pourrait encore être retrouvé sous un cairn de pierre. Avec l'aide de ses guides Ipirvik et Taqulittuq, Hall enregistre des centaines de pages de témoignages des Inuits. Parmi ces rapports se trouvent des témoignages de visites aux navires de Franklin, et une rencontre avec une équipe d'hommes de race blanche sur la côte sud de l'île du Roi-Guillaume, près de la baie de Washington. Dans les années 1990, ces témoignages ont été abondamment étudiés par David C. Woodman, et sont la base de deux livres, Unravelling Franklin Mystery (1992) et Strangers Among Us (1995), dans lequel il reconstitue les derniers mois de l'expédition.
L'espoir de trouver des documents perdus conduit le lieutenant Frederick Schwatka, de l'armée américaine, à organiser une expédition sur l'île entre 1878 et 1880. Voyageant depuis la baie d'Hudson sur la goélette Eothen, Schwatka rassemble une équipe qui comprend les Inuits qui avaient aidé Hall, continue vers le nord à pied et à traîneaux à chiens, en interrogeant les Inuits, visitant les sites connus ou probables où les membres de l'expédition Franklin avaient été, et hivernant sur l'île du Roi-Guillaume. Bien que Schwatka ne trouve pas les papiers qu'il espère, dans un discours lors d'un dîner donné en son honneur par l’American Geographical Society en 1880, il note que l'expédition avait réalisé « le plus long voyage en traîneau jamais fait, aussi bien en ce qui concerne le temps que la distance », avec onze mois et quatre jours pour 4 360 kilomètres. Il s'agit de la première expédition occidentale dans l'Arctique, qui s'appuie entièrement sur le même régime alimentaire que les Inuits, et il établit que la perte des documents de Franklin sont « au-delà de tout doute raisonnable ». L'expédition de Schwatka ne trouve pas de restes de l'expédition Franklin plus au sud d'un lieu connu sous le nom de Starvation Cove, sur la péninsule Adelaide, ce qui est très au nord du but déclaré de Crozier, la rivière Back, et à plusieurs centaines de kilomètres du comptoir le plus proche, sur le Grand lac des Esclaves.

### Expéditions scientifiques duXXesiècle

#### 1981 et 1982: fouilles sur l'île du Roi-Guillaume

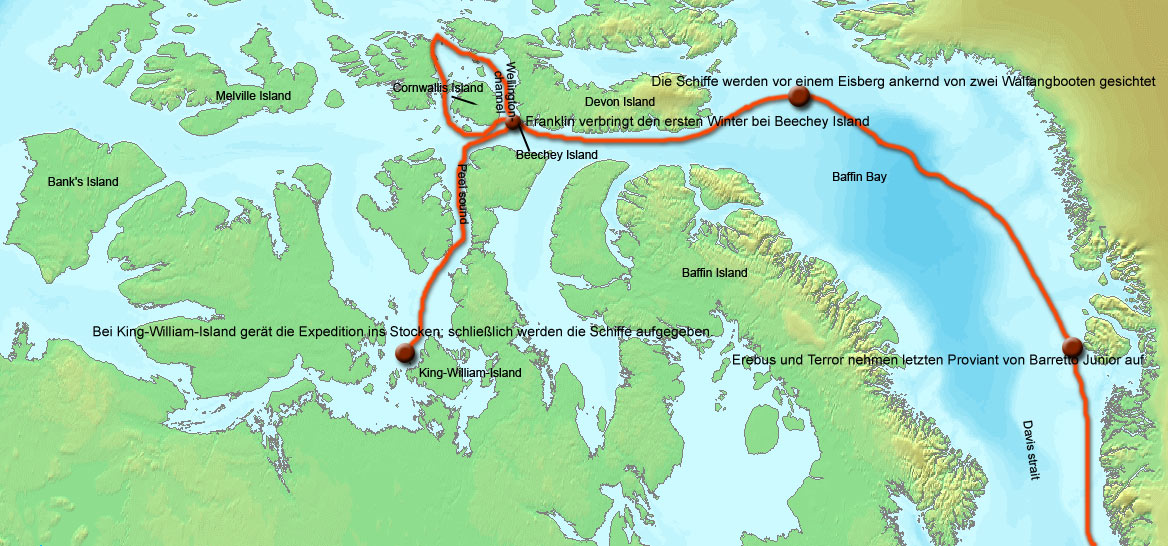
Version plus précise du trajet suivi par l'expédition.

En juin 1981, Owen Beattie, un professeur d'anthropologie de l'université de l'Alberta, initie le « 1845–48 Franklin Expedition Forensic Anthropology Project » (FEFAP) en se rendant avec une équipe de chercheurs et d'assistants venus d'Edmonton sur l'île du Roi-Guillaume. Ce projet vise à trouver des artéfacts et des restes osseux en vue de recherches avec les techniques modernes de la médecine légale pour établir l'identité et les causes des décès parmi les 129 hommes morts. Bien que l'équipe trouve des restes archéologiques européens du XIXe siècle et des restes humains, Beattie est déçu de voir que beaucoup de restes n'ont encore pas été retrouvés. À l'examen des os des membres de l'équipage de Franklin, il note des traces que l'on retrouve souvent dans les cas de carence en vitamine C, la cause du scorbut. Après son retour à Edmonton, il compare ses notes avec celles de James Savelle, un archéologue de l'Arctique, et remarque des marques sur les os, suggérant des cas de cannibalisme. Recherchant des informations sur la santé et l'alimentation de l'équipage de Franklin, il envoie des échantillons d'os à l'Alberta Soil and Feed Testing Laboratory pour la recherche de traces, et réunit une autre équipe pour visiter l'île du Roi-Guillaume. L'analyse indique un niveau de 226 parties par million (ppm) de plomb dans l'un des os testés, soit dix fois plus élevé que sur des squelettes inuits de la même zone géographique, qui était de 26 à 36 ppm, pour l'échantillonnage témoin.
En juin 1982, une équipe composée d'Owen Beattie, de Kowall Walt, étudiant de deuxième cycle en anthropologie à l'université de l'Alberta, d'Arne Carlson, étudiante en archéologie et géographie de l'université Simon Fraser en Colombie-Britannique, et Arsien Tungilik, étudiant inuit et assistant de terrain, effectue des recherches sur la côte ouest de l'île du Roi-Guillaume et retrouve des traces du passage de Francis Leopold McClintock en 1859 et Frederick Schwatka en 1878-1879. Les découvertes de cette expédition comprennent les restes de six à quatorze hommes proches de l'emplacement du navire de McClintock, et divers objets comme une botte à crampons faits main pour une meilleure adhérence.

#### 1984 et 1986: fouilles et exhumations sur l'île Beechey

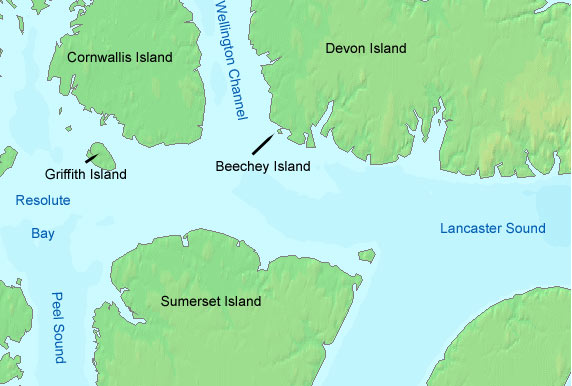
Situation de l'île Beechey.

Après son retour à Edmonton en 1982 et travaillant sur les résultats des niveaux de plomb tirés des recherches de 1981, Beattie a du mal à trouver une explication. Cela pouvait provenir du plomb utilisé pour sceller les boîtes de conserves alimentaires, ou bien d'autres contenants doublés de feuille de plomb comme ceux des colorants alimentaires ou de tabac, ou encore de la vaisselle en étain ou des bougies dont la mèche contenait du plomb. Ceci d'autant plus que le métal des conserves était recyclé pour faire divers objets comme des gobelets, étendant la durée de la contamination. Il se met à soupçonner que les problèmes de saturnisme, aggravés par les effets du scorbut, ont pu devenir mortels pour l'équipage de Franklin. Toutefois, en raison de la quantité de plomb dans le squelette étudié, qui reflète une durée d'exposition plus longue que la simple durée de l'expédition, la théorie de Beattie ne peut être confirmée que par un examen médico-légal supplémentaire de tissus mous préservés. Beattie décide donc d'examiner les tombes des membres de l'équipage enterrés sur l'île Beechey.
Après avoir obtenu une autorisation légale, Beattie et son équipe se rendent sur l'île de Beechey en août 1984 pour effectuer des autopsies sur les trois membres d'équipage enterrés : John Torrington, John Hartnell et William Braine. Ils commencent par le premier membre mort de l'équipage, Torrington. Après avoir terminé l'exhumation du corps et son autopsie, et un examen bref du corps de John Hartnell, l'équipe, pressée par le temps et menacée par les conditions météorologiques, revient à Edmonton avec des échantillons de tissus et d'os. Les analyses des os et des cheveux de Torrington suggèrent que le matelot « aurait subi de graves problèmes physiques et mentaux causés par l'intoxication au plomb ». Bien que l'autopsie indique qu'une pneumonie soit la cause ultime de la mort de l'homme, l'intoxication par le plomb est considérée comme un facteur aggravant.

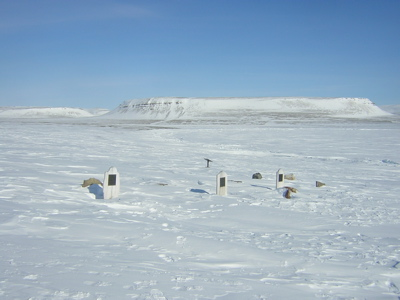
Tombes de membres de l'expédition sur l'île Beechey.

Au cours de ses recherches, l'équipe explore une région située à environ 1 km au nord des tombes, pour examiner les fragments de plusieurs centaines de boîtes de conserve jetées par les hommes de Franklin. Beattie note que les soudures au plomb des boites sont mal faites, et probablement en contact direct avec les aliments,. La publication des résultats de la recherche de 1984 et la photo de Torrington, un cadavre bien conservé pendant 138 ans dans le pergélisol, permet une large couverture médiatique, et un regain d'intérêt pour l'expédition Franklin.
Des recherches récentes de Keith Farrer ont suggéré que la source de l'intoxication par le plomb provenait plus probablement du système de désalinisation de l'eau des navires plutôt que des conserves. En outre, la soudure au plomb des conserves alimentaires était largement utilisée à l'époque dans la Royal Navy, ce qui n'a pas causé  d'augmentation significative d'empoisonnements au plomb. Toutefois, dans le cas particulier de l'expédition Franklin, les navires étaient équipés de moteurs de locomotives convertis qui nécessitaient environ une tonne d'eau douce par heure lorsqu'ils étaient en marche. Il est fort probable que c'est pour cette raison que les navires étaient équipés d'un système d'eau unique produisant, étant donné le matériel de l'époque, de grandes quantités d'eau potable à très forte teneur en plomb.

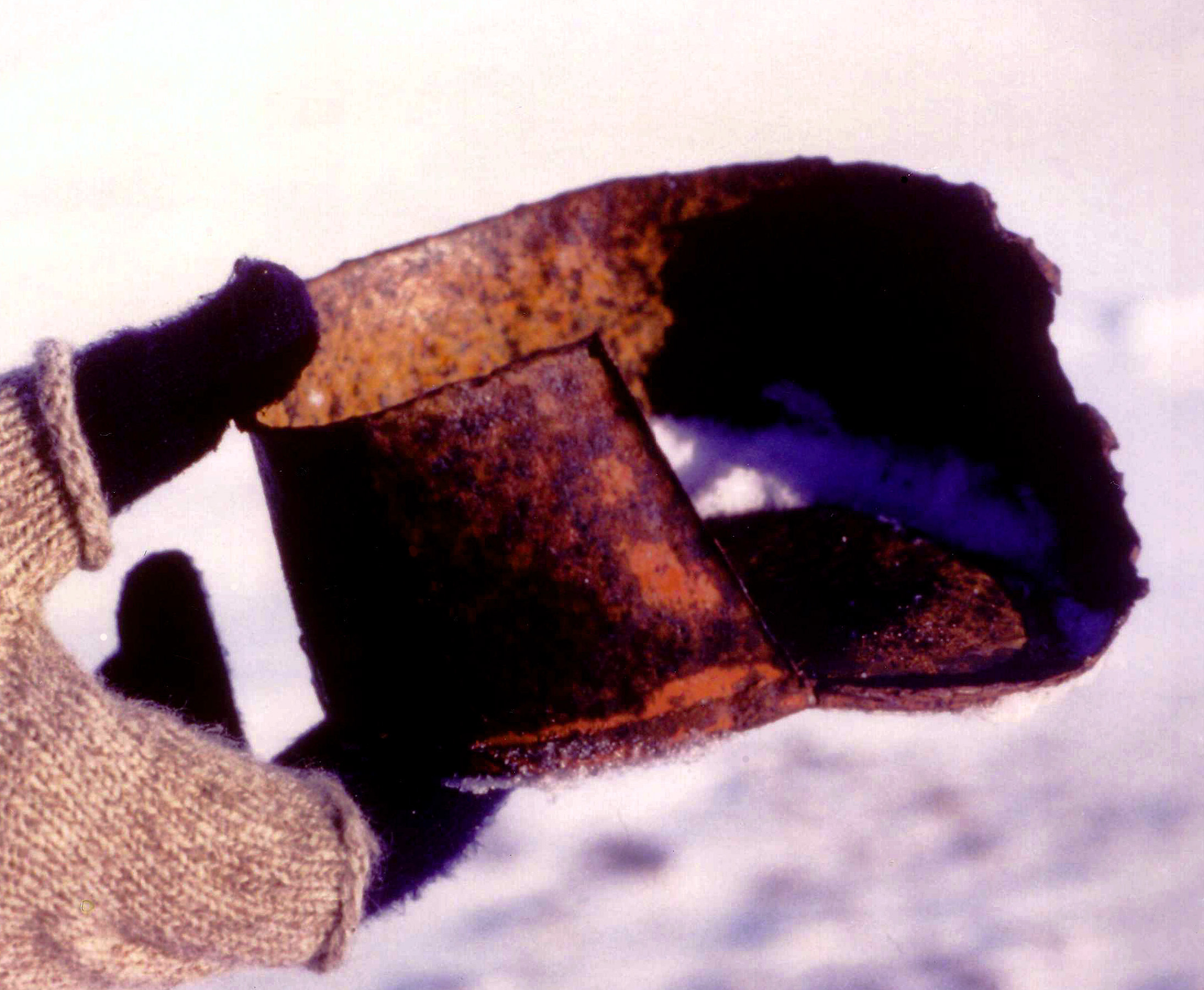
Restes de conserves.

Une autre étude des tombes est entreprise en 1986. Une équipe la filme pour en faire le documentaire Buried in Ice pour la série télévisée américaine Nova en 1988. En raison des conditions de terrain difficiles, Derek Notman, radiologue et médecin de l'Université du Minnesota, et le technicien en radiologie Larry Anderson prennent beaucoup de radiographies des corps avant autopsie. Barbara Schweger, spécialiste des vêtements utilisés en Arctique, et le médecin Roger Amy, assistent aux recherches.
Beattie et son équipe constatent que des personnes ont tenté d'exhumer Hartnell, endommageant le couvercle de son cercueil avec une pioche et subtilisant la plaque d'identité attachée dessus. Des recherches à Edmonton montrèrent plus tard qu'Edward Belcher, commandant d'une des expéditions de sauvetage Franklin, avait ordonné l'exhumation de Hartnell en octobre 1852 mais n'avait pu entamer le pergélisol. Un mois plus tard, Edward Inglefield, commandant d'une autre expédition de secours, réussit l'exhumation et retira la plaque du cercueil.
Contrairement à la tombe d'Hartnell, la tombe de William Braine est en grande partie intacte. Quand il est exhumé, l'équipe note des signes indiquant que son enterrement avait été précipité. Les bras, le corps et la tête n'avaient pas été soigneusement disposés dans le cercueil, et l'un de ses sous-vêtements était mis à l'envers. Le cercueil semble trop petit pour lui, son couvercle touchant son nez. Une grande plaque de cuivre avec son nom et d'autres données personnelles sont aussi retrouvées.

#### 1992: recherche sur l'île du Roi-Guillaume

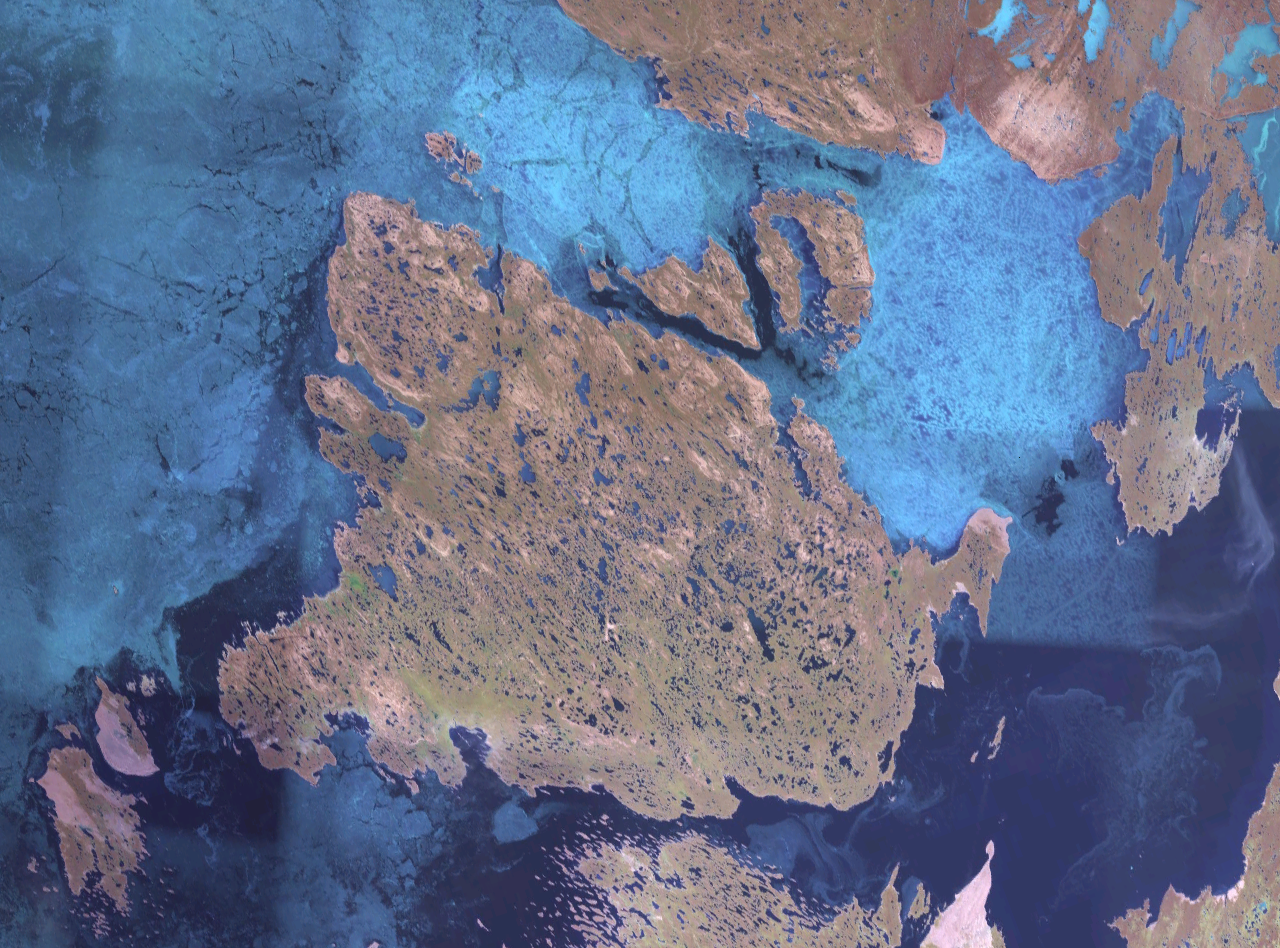
Image satellite de l'île du Roi-Guillaume.

En 1992, une équipe d'archéologues et de médecins légistes identifie un site, qu'ils appellent « NgLj-2 », sur la rive occidentale de l'île du Roi-Guillaume. Le site correspond à la description physique de la Boat place par Francis Leopold McClintock. Les fouilles y découvrent près de 400 os, ainsi que des objets comme des morceaux de clés en argile ou des boutons et des raccords en laiton. L'examen de ces os par Anne Keenleyside, médecin légiste, révèle des niveaux élevés de plomb, et de nombreuses marques de coupures « compatibles avec un dépeçage ». Sur la base de cette expédition, il est généralement admis qu'au moins certains groupes de l'équipage de Franklin ont eu recours au cannibalisme dans leur détresse finale.

#### 1992 et 1993: recherches des épaves
En 1992, David C. Woodman, un écrivain qui s'intéresse à Franklin, organise, avec l'aide de l'expert en magnétométrie Brad Nelson, le « Projet Ootjoolik » visant à rechercher les épaves, qui d'après les témoignages rapportés par des Inuits se trouvent au large des eaux de la péninsule Adelaide. Il mobilise à la fois un avion du Conseil national de recherches Canada et un avion de patrouille des Forces canadiennes, chacun équipé d'un magnétomètre sensible. Le projet doit examiner, depuis une altitude de 200 pieds, une vaste zone de recherche, à l'ouest de Grant Point. Plus de soixante « cibles » magnétiques sont alors identifiées, dont cinq sont considérées comme ayant des caractéristiques compatibles avec celles attendues pour un navire de Franklin.
En 1993, le docteur Joe McInnis et Woodman organisent une tentative pour identifier les cibles désignées comme prioritaires l'année précédente. Un avion affrété atterrit sur la glace près de trois des sites, un trou est foré à travers la glace, et un petit sonar est utilisé pour avoir une image des fonds marins. En raison des conditions de la glace, et d'une navigation incertaine, il n'est pas possible de confirmer exactement les emplacements, et rien n'indique donc qu'en profondeur des traces existent à des endroits compatibles avec les lieux identifiés par les témoignages des Inuits.

#### 1994 et 1995: île du Roi-Guillaume

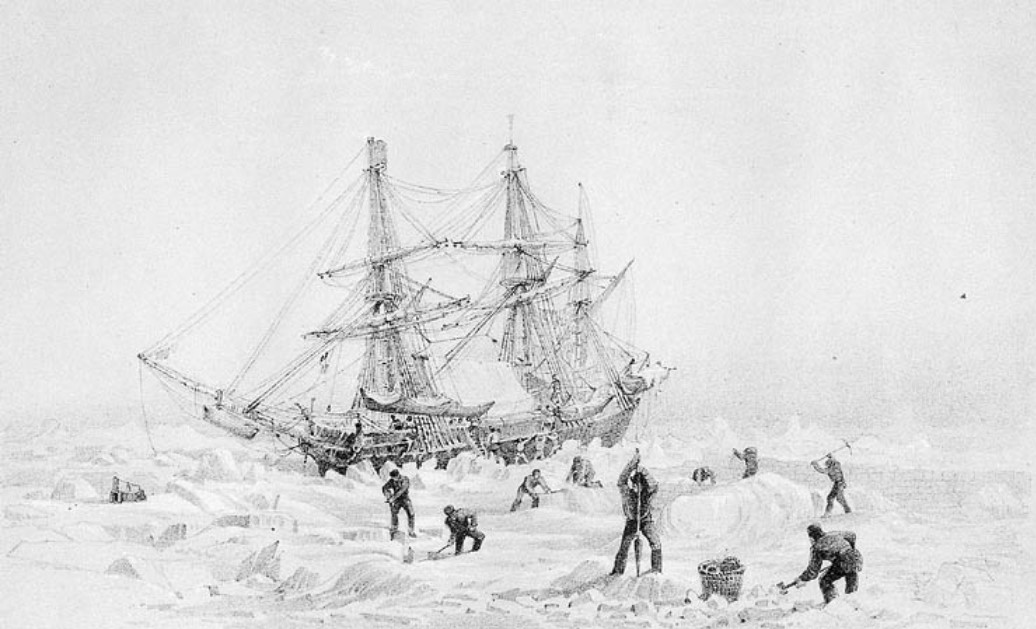
Dessin de George Back du HMS Terror pris dans les glaces lors de sa propre expédition en 1836-1837.

En 1994, Woodman organise et dirige une recherche sur terre dans la région de la baie de Collinson à Victory Point pour trouver une « voûte », désormais enterrée, dont parle le témoignage d'un chasseur inuit Supunger. Une équipe de 10 personnes passe 10 jours à sa recherche, parrainée par la Société géographique du Canada, et filmée pour l'émission télévisée Focus North de la CBC. Aucune trace de la voûte n'est trouvée.
En 1995, une expédition est organisée conjointement par Woodman, George Hobson, et l'aventurier américain Steven Trafton, chaque groupe planifiant une recherche distincte. Le groupe de Trafton se rend sur l'île Clarence pour enquêter sur une histoire inuite d'un « cairn d'homme blanc », mais ils ne trouvent rien. Le groupe de Hobson, accompagné par l'archéologue Margaret Bertulli, enquête sur le « camp d'été » situé à quelques kilomètres au sud du cap Felix, où quelques vestiges de l'expédition Franklin sont trouvés. Woodman, avec deux compagnons, se rend au sud de la baie de Wall à Victory Point et examine tous les points le long de la côte susceptibles d'avoir accueilli un camp. Il trouve des boîtes de conserve rouillées sur un lieu de campement inconnu, près du cap Maria Louisa.

#### De 1997 à 2016: recherches des épaves

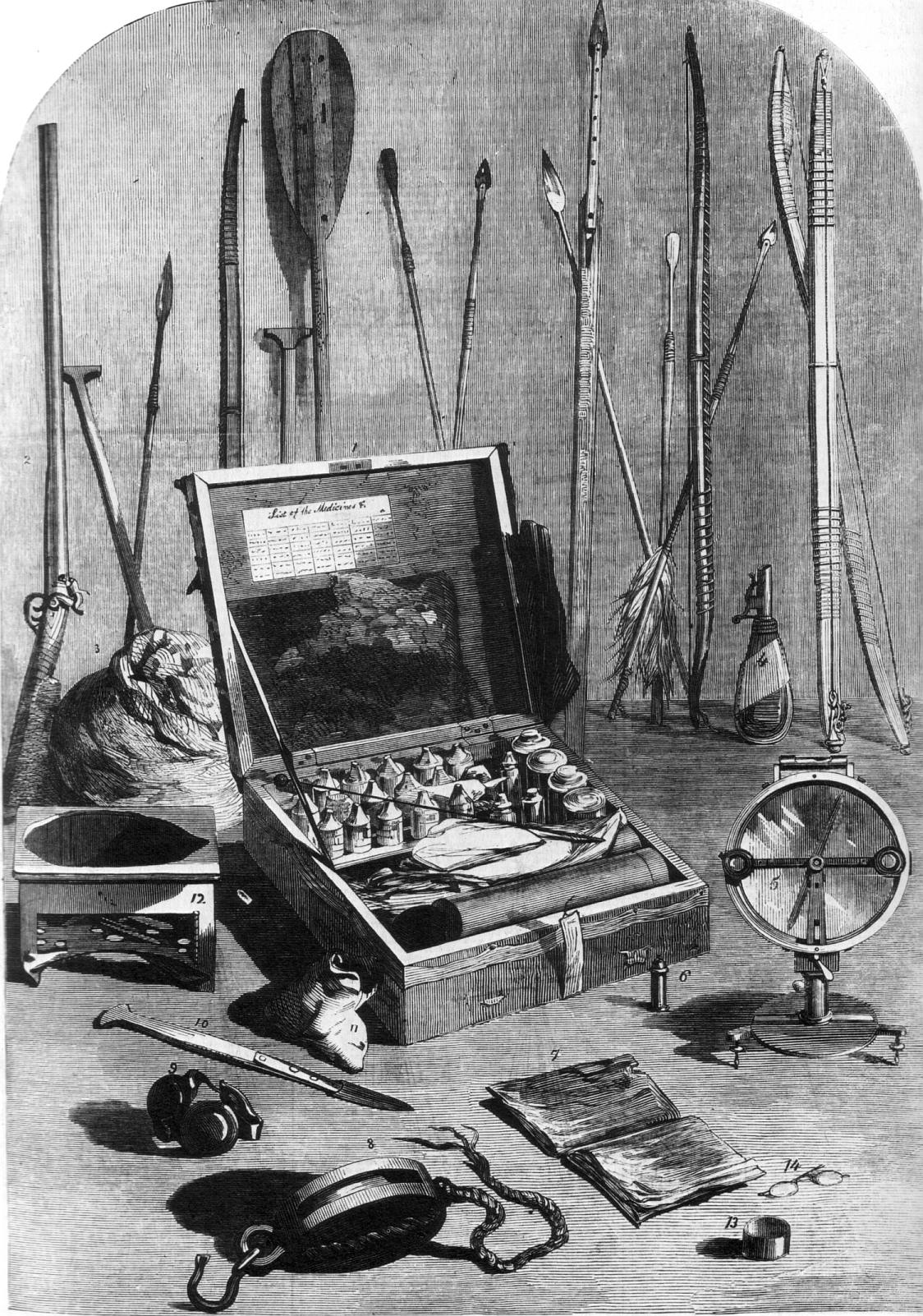
Autres reliques de Franklin trouvées par McClintock.

En 1997, une expédition nommée « Franklin 150 » est montée par la compagnie cinématographique canadienne Eco-Nova, pour enquêter prioritairement sur les cibles magnétiques trouvées en 1992 grâce à nouveau à l'utilisation d'un sonar. Le principal membre de l'équipe est l'archéologue Robert Grenier, assisté par Margaret Bertulli, et Woodman agit de nouveau comme coordonnateur de recherche et historien. Les opérations sont réalisées à partir du brise-glace Laurier des garde-côtes canadiens. Environ 40 km2 sont sondés sans résultat, près de l'île de Kirkwall. Lorsque des débris — essentiellement des feuilles de cuivre et de petits articles — de l'expédition Franklin sont découverts sur les plages des îlots au nord de l'île O'Reilly, la recherche se recentre sur cette zone. De mauvaises conditions météorologiques stoppent prématurément l'expédition; notamment dans sa phase cruciale d'étude. Un documentaire, Oceans of Mystery: Search for the Lost Fleet, est produit par Eco-Nova à propos de cette expédition.
En 2000, James Delgado, du musée maritime de Vancouver organise une reconstitution historique du trajet du St. Roch — premier navire à naviguer d'Ouest en Est par le passage du Nord-Ouest (1940-1942) — à l'aide du navire Nadon de la gendarmerie royale du Canada et du tender Simon Fraser. Sachant que la glace retardera la navigation dans la zone de l'île du Roi-Guillaume, il offre d'utiliser le navire à ses amis Hobson et Woodman. En utilisant le sonar Kongsberg/Simrad SM2000 du Nadon, les recherches de 1997 se poursuivent, mais sans résultat.
Trois expéditions sont montées par Woodman afin de continuer à cerner l'épave par magnétométrie. Une en 2001 sur fonds privés, et deux financées par l'Irish-Canadian Franklin Search Expedition en 2002 et 2004. Des magnétomètres sont tirés par des traîneaux, pour continuer le travail de prospection sur la banquise et compléter le sondage inachevé dans le nord de l'île de Kirkwall (2001), et l'ensemble de la zone sud de l'île O'Reilly (2002 et 2004). Tous les objectifs prioritaires sont identifiés comme d'origine géologique. En 2002 et 2004, de petits artéfacts et des tentes caractéristiques des explorateurs sont trouvés sur un petit îlot au nord-est de l'île O'Reilly lors de recherches sur la rive.
En août 2008, une nouvelle recherche est annoncée, dirigée par Robert Grenier, archéologue majeur de Parcs Canada. Cette recherche utilise un sonar à balayage latéral équipant un navire en eau libre, et Dorothy Harley Eber recueille à nouveau les témoignages des Inuits. Certains témoignages localisent l'épave de l'un des navires de Franklin à proximité de l'île de la Royal Geographical Society, une zone non vérifiée lors des précédentes expéditions.
Le 25 juillet 2010, le HMS Investigator, qui avait été pris dans les glaces et abandonné lors de la recherche de l'expédition Franklin en 1853, est retrouvé dans les eaux peu profondes de Mercy Bay le long de la côte nord de l'île Banks. Parcs Canada signale que l'épave est bien conservée, en position verticale, dans environ 11 mètres (36 pieds) d'eau.
En 2014, une nouvelle campagne de recherche des épaves est menée par les navires de la Défense canadienne Kingston et Shawinigan. Elle conduit, le 7 septembre 2014, à la découverte de l'un des navires (l'Erebus ou le Terror)  dans le détroit de Victoria, près de Cambridge Bay, à quelque 300 km de l'île du Roi-Guillaume. Quelques semaines plus tard, l'épave est identifiée comme l'Erebus.
Le 13 septembre 2016, le HMS Terror, second bateau de l'expédition, est retrouvé par 24 mètres de fond dans une baie au sud-ouest de l'île du Roi-Guillaume.
La situation nettement décalée nord-sud des deux épaves retrouvées pose de nouvelles questions, comme celle de la réutilisation de l'un des navires par l'équipage après le départ à pied de 1848.

## Causes

### Conclusions scientifiques

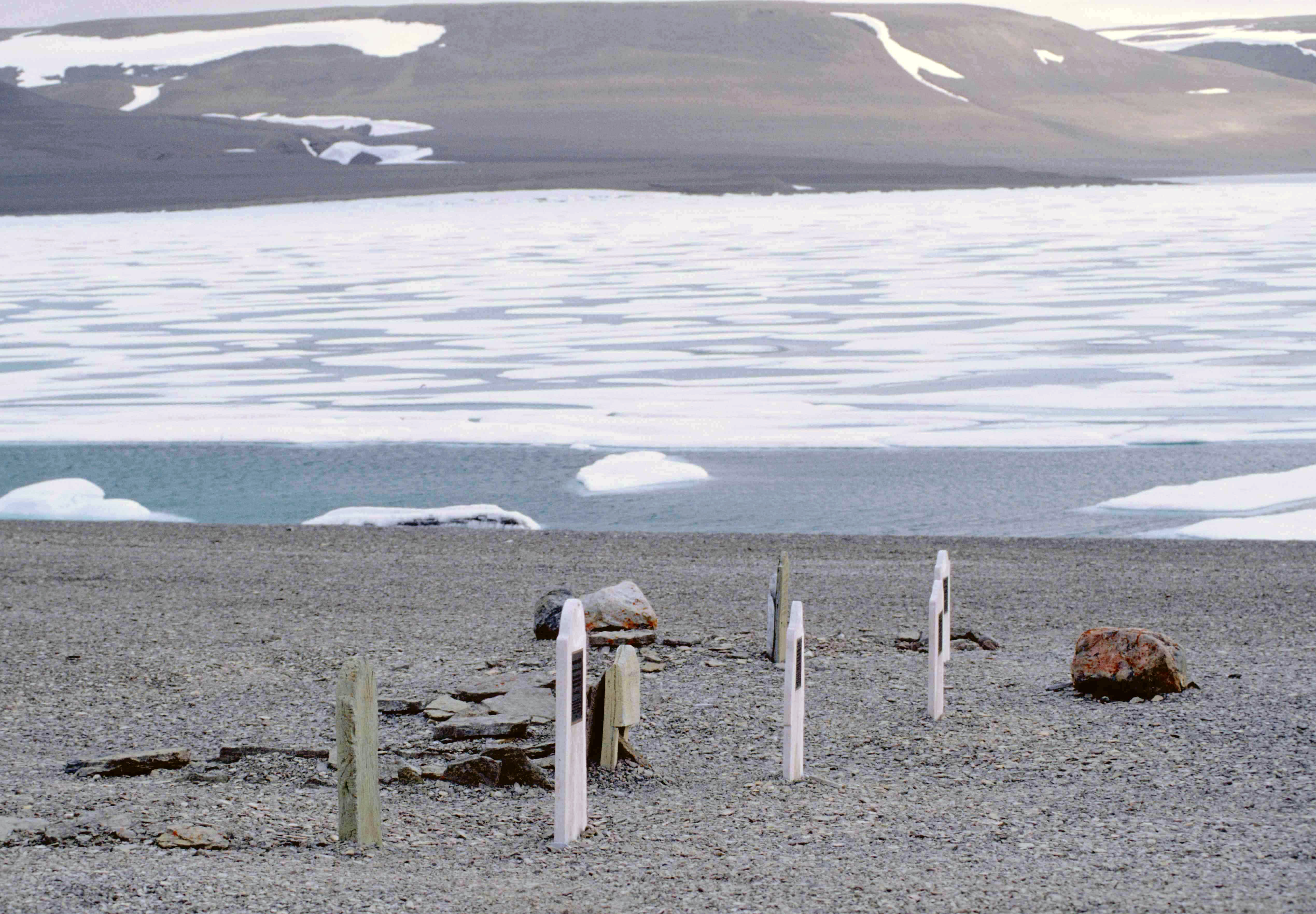
Il y a en fait cinq tombes : celles des trois membres de l'expédition, mais aussi celle de Thomas Morgan du mort en 1853 lors d'une mission de recherche et une cinquième tombe non identifiée.

Les enquêtes de terrain, fouilles et exhumations du FEFAP ont duré plus de 10 ans. Les résultats de l'étude des artéfacts et des restes humains de l'île de Roi-Guillaume et de l'île de Beechey ont montré que les hommes de l'équipage de l'île de Beechey étaient très probablement décédés d'une pneumonie, et peut-être de la tuberculose, ce qui est suggéré par les traces du Mal de Pott qui ont été retrouvées sur Braine. Les rapports toxicologiques ont statué que l'empoisonnement au plomb était vraisemblablement un facteur contributif,. Les marques de lames sur les os ont été vues comme des signes de cannibalisme. Donc la combinaison de froid, faim, scorbut et maladies, tous exacerbés par l'intoxication par le plomb, aurait tué l'ensemble de l'équipage.

### Autres facteurs
Le passage choisi par Franklin suivait la cote ouest de l'île du Roi-Guillaume, ce qui conduisit l’Erebus et le Terror dans une zone où la glace, peu mobile, ne fondait pas toujours durant l'été, alors que la route à l'est de l'île était susceptible de permettre régulièrement la navigation en été. C'est cette voie qui a ensuite été utilisée par Roald Amundsen pour ouvrir avec succès le Passage du Nord-Ouest. L'équipage de l'expédition Franklin, bloquée dans les glaces pendant deux hivers dans le détroit de Victoria, n'avait pas été bien formé ni équipé pour un voyage terrestre. Quelques membres de l'équipage, qui se dirigeaient vers le sud en quittant l’Erebus et le Terror transportèrent de nombreux éléments non nécessaires à leur survie dans l'Arctique : McClintock a noté une grande quantité de lourdes charges dans l'embarcation de sauvetage à la Boat place et estima « une simple accumulation de poids mort, de peu d'utilité, et qui cassa probablement la force des équipes de traction. » En outre, des facteurs culturels peuvent avoir empêché l'équipage de demander de l'aide aux Inuits, ou d'adopter leurs techniques de survie.

## Postérité

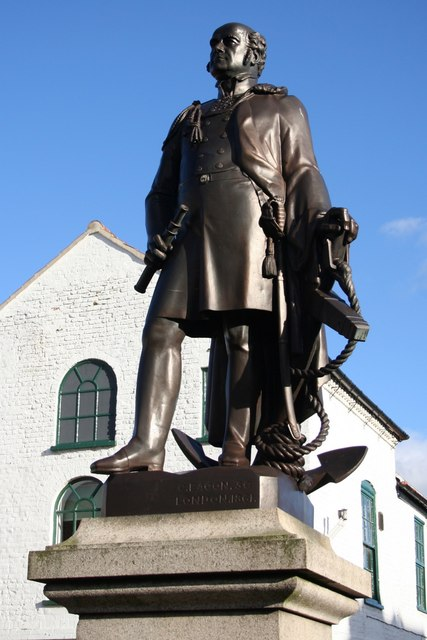
Statue de Franklin à Spilsby.

### Postérité historique

#### Héros de l'époque victorienne
Pendant des années, après la disparition de l'expédition Franklin, les médias de l'époque victorienne décrivent Franklin comme un héros, qui a conduit ses hommes dans la quête du passage du Nord-Ouest. Une statue de Franklin sera érigée dans sa ville natale de Spilsby, avec l'inscription « Sir John Franklin - Le découvreur du passage du Nord-Ouest », une autre à l'abbaye de Westminster, avec la dédicace « à Sir John Franklin et à ceux qui sont morts avec lui en découvrant le passage du Nord-Ouest ». Une enfin en Tasmanie porte une inscription similaire créditant Franklin de l'exploit d'Amundsen. Bien que la question du sort de l'expédition, y compris la possibilité de cas de cannibalisme, ait  été largement débattue, le soutien de l'opinion publique britannique pour Franklin fut sans faille durant l'époque victorienne.
En souvenir de l'expédition perdue, l'un des districts des Territoires du Nord-Ouest était connu comme le district de Franklin avant un redécoupage territorial en 1999.

#### La fin du mythe du passage du Nord-Ouest
La plus importante conséquence immédiate de la dernière expédition de Franklin, et des expéditions de secours qui la recherchèrent, fut la réalisation de la cartographie de plusieurs milliers de miles de côtes auparavant inconnues. Comme Richard Cyriax l'a noté, « la perte de l'expédition aura probablement ajouté beaucoup plus de connaissances [géographiques] que son retour ne l'aurait permis. »
Dans le même temps, l'Amirauté se désintéresse des explorations dans l'Arctique. Plusieurs années s'écoulent avant le départ en 1875 de l'expédition Arctique britannique, et quand George Nares déclare qu'il n'y a « pas de voie [navigable] » dans le pôle Nord, ses mots marquent la fin de la participation de la Royal Navy dans l'exploration de l'Arctique, et la fin d'une ère dans laquelle ces exploits étaient plébiscités par l'opinion publique britannique, et jugés dignes de dépenses et d'efforts humains. Comme un journaliste de l'Athenaeum l'a écrit, « nous pensons que l'on peut faire une comparaison juste entre les coûts et les résultats atteints par ces expéditions arctiques, et que l'on peut se demander si cela vaut la peine de tant risquer pour atteindre un but si difficile qui, lorsqu'il est atteint, est si futile. »
La navigation du passage du Nord-Ouest est finalement réussie entre 1903 et 1905 par Roald Amundsen, avec l'expédition Gjøa, mettant fin à cette quête de plusieurs siècles.

### Postérité culturelle

#### Littérature

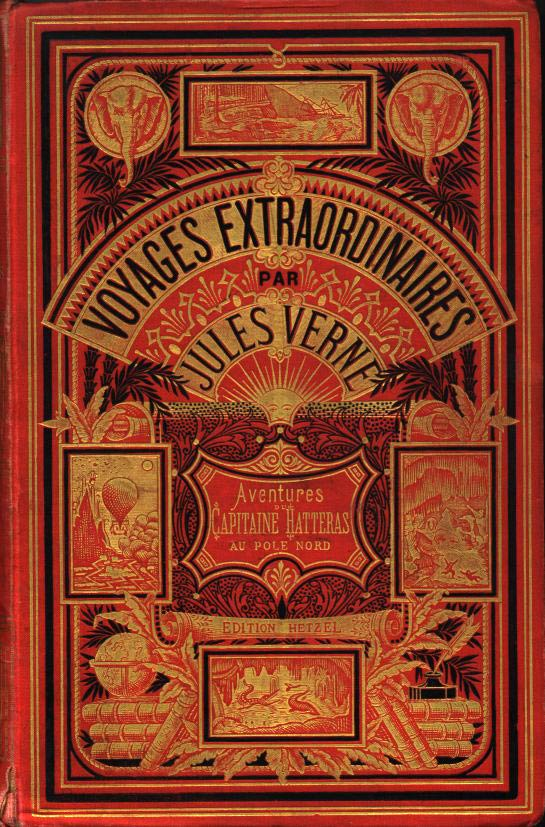
Couverture d'une édition du roman Les Aventures du capitaine Hatteras (1866) de Jules Verne.

Depuis les années 1850 jusqu'à nos jours, la dernière expédition de Franklin a inspiré de nombreuses œuvres littéraires. Parmi les premières une pièce de théâtre, The Frozen Deep, écrite par Wilkie Collins avec l'aide de Charles Dickens. La nouvelle de la mort de Franklin en 1859 inspire des élégies, dont une par Algernon Swinburne.
Les traitements romancés commencent avec Les Aventures du capitaine Hatteras (1866) de Jules Verne, dont le héros évoque le destin tragique de l'expédition Franklin, y compris les actes de cannibalisme, et découvre que le pôle Nord est dominé par un énorme volcan. Le romancier allemand Sten Nadolny dans Die Entdeckung der Langsamkeit (1983) reprend la totalité de la vie de Franklin, en décrivant succinctement sa dernière expédition. D'autres traitements plus récents existent comme Solomon Gursky Was Here (1989) de Mordecai Richler, The Rifles (1994) de William T. Vollmann, North With Franklin: The Lost Journals of James Fitzjames (1999) de John Wilson, L'expédition disparue (2007) de Crista-Maria Zimmermann ou encore Terreur (2007) de Dan Simmons. Dominique Fortier dans Du bon usage des étoiles (2008), Clive Cussler dans son roman Arctic Drift (2008) et Richard Flanagan avec Wanting (2009) ont traité de la vie de Franklin ou de son expédition.

#### Musique
La dernière expédition de Franklin a également inspiré des musiciens, à commencer par la ballade Lady Franklin's Lament qui trouve son origine dans les années 1850 et a été enregistrée par des dizaines d'artistes, parmi lesquels Martin Carthy, Pentangle, Sinéad O'Connor, ou encore les Pearlfishers. D'autres chansons comme I'm Already There de Fairport Convention et Frozen Man de James Vernon Taylor sont inspirées de Franklin et, dans le dernier cas, plus particulièrement sur les photographies de John Torrington.

#### Peinture
La perte de l'expédition Franklin a inspiré un certain nombre de tableaux à la fois aux États-Unis et en Grande-Bretagne. En 1861, Frederic Edwin Church dévoile sa grande toile The Icebergs et plus tard la même année, avant d'exposer l'œuvre en Angleterre, il ajoute une image d'un mât brisé comme hommage à Franklin. En 1864, L'Homme propose, Dieu dispose d'Edwin Landseer cause un certain émoi à l'exposition annuelle de la Royal Academy car sa description de deux ours blancs, un mâchant l'étendard en lambeaux du navire, l'autre rongeant une cage thoracique humaine, est vu à l'époque comme une œuvre de mauvais goût, mais reste l'une des images les plus puissantes de l'imagination sur le sort final de l'expédition, comme Franklin's men lie dying beside the boat with which they had planned to ascend the Back River, King William Island (1895) dit La Mort de Franklin de W. Thomas Smith. L'expédition a également inspiré de nombreuses gravures et illustrations, ainsi que de nombreux panoramas ou dioramas.

#### Une influence particulièrement importante au Canada
L'influence de l'expédition Franklin au Canada a été particulièrement significative, comme en témoigne la chanson Northwest Passage (1981) de Stan Rogers, qui est souvent surnommée l'hymne national canadien officieux. La romancière canadienne Margaret Atwood a également parlé de l'expédition Franklin comme d'une sorte de mythe national du Canada, faisant remarquer que « chaque culture a ses histoires, [mais] seules certaines sont racontées et répétées, et celles-là méritent d'être examinées… dans la littérature canadienne, une de ces histoires est celle de l'expédition Franklin. » D'autres traitements par des poètes canadiens comprennent Terror and Erebus (1965) de Gwendolyn MacEwen, ainsi que Franklin's Passage (2003) de David Solway.

#### Jeu
Un scénario du jeu de rôle L'Appel de Cthulhu intitulé Walker in the Wastes, publié en 1994, débute par une expédition de recherche sur le désastre.
Le jeu Expedition Northwest, édité par Matagot en 2010, reprend le thème de cette expédition.

#### Télévision
The Terror, série télévisée américaine créée par David Kajganich et Soo Hugh dont la diffusion a débuté dès le 26 mars 2018 sur AMC, est adaptée du roman Terreur de Dan Simmons.

## Chronologie
- 19 mai 1845 : l'expédition quitte l'Angleterre.
- Juillet 1845 : les navires s'arrêtent au Groenland et cinq hommes sont renvoyés en Angleterre avec du courrier.
- 28 juillet 1845 : l'expédition est pour la dernière fois vue par des Européens, un baleinier dans la baie de Baffin.
- 1845 - 1846 : l'expédition hiverne sur l'île Beechey. Trois membres d'équipage meurent de la tuberculose et sont enterrés.
- 1846 : l’Erebus et le Terror quittent l'île Beechey et naviguent vers le sud du détroit de Peel vers l'île du Roi-Guillaume.
- 12 septembre 1846 : les navires sont coincés dans les glaces au large de l'île du Roi-Guillaume.
- 1846 - 1847 : l'expédition hiverne sur l'île du Roi-Guillaume.
- 28 mai 1847 : Première note, statuant que : « Tout va bien »
- 11 juin 1847 : John Franklin meurt.
- 1847 - 1848 : l'expédition hiverne de nouveau sur l'île du Roi-Guillaume, après qu'un dégel de la glace n'eut pas lieu en 1847.
- 22 avril 1848 : l’Erebus et le Terror sont abandonnés après un an et sept mois de prise au piège dans la glace.
- 25 avril 1848 : Deuxième note : vingt-quatre hommes sont morts et les survivants planifient une marche à partir du 26 avril vers l'embouchure de la rivière Back et le Sud.
- 1850 (?) : des Inuits visitent un navire qui est abandonné dans les glaces au large de l'île du Roi-Guillaume.
- 1850 (?) : des Inuits voient quarante hommes qui marchent vers le sud sur l'île du Roi-Guillaume.
- 1851 (?) : des chasseurs inuits voient quatre hommes essayant toujours d'aller vers le Sud. Dernière observation de survivants, comme signalé à Charles Francis Hall.
- 1854 : John Rae prend les témoignages des Inuits. Ceux-ci lui donnent des éléments sur l'expédition qui lui permettent de dire que les hommes sont morts de faim, après avoir recouru au cannibalisme.
- 1859 : McClintock trouve le canot abandonné et le message pour l'Amirauté dans un cairn de l'île du Roi-Guillaume.